# Уфтюга (приток на Северна Двина)
Уфтюга (на руски: Уфтюга) е река в югоизточна част на Архангелска област в Русия, десен приток на Северна Двина. Дължина 236 km. Площ на водосборния басейн 6300 km².
Река Уфтюга води началото си на 174 m н.в., в междуречието на реките Вашка (от басейна на Мезен) и Вичегда (от басейна на Северна Двина), в югоизточна част на Архангелска област. По цялото си протежение тече на югозапад в широка и плитка, заблатена долина, в която силно меандрира. Влива се отдясно река Северна Двина (в протока Песчанский Полой), при нейния 638 km, на 37 m н.в., на 3 km западно от село Патинская. Основни притоци: леви – Селюга (58 km), Важуга (58 km), Мотма (119 km); десни – Лахома (120 km). Има смесено подхранване с преобладаване на снежното. Среден годишен отток на 55 km от устието 37,5 m³/s, с ясно изразено пълноводие от края на април до средата на юни. Заледява се през 2-рата половина на октомври или ноември, а се размразява в края на април или 1-вата половина на май. Плавателна е за плиткогазещи съдове по време на пролетното пълноводие до село Куликово. Долината на Уфтюга е сравнително гъсто заселена за мащабите на Русия, като по течението ѝ са разположени 54 предимно малки села.